# Абсолютный риск
Абсолютный риск, АР (англ.: absolute risk, AR) вероятность того, что у конкретного лица определенный клинический исход возникнет в течение определенного периода времени. Определяется как количество событий (например, заболеваний), произошедших в группе за период, деленное на количество людей в этой группе. Значения этого показателя находятся в диапазоне от 0 до 1, их также можно выразить в процентах. Этот термин используется в отношении как неблагоприятных клинических исходов (например, развитие инфаркта миокарда), так и благоприятных (например, выздоровление).
Абсолютный риск является одним из наиболее понятных способов информирования общественности о рисках для здоровья. 

## Смотрите также
- Абсолютное снижение риска
- Относительный риск
- Снижение относительного риска